# كلايف فرانكلين كوليت
كلايف فرانكلين كوليت (بالإنجليزية: Clive Franklyn Collett)‏ هو طيار بطل نيوزيلندي، ولد في 28 أغسطس 1886 في Spring Creek, New Zealand ‏ في نيوزيلندا، وتوفي في 23 ديسمبر 1917 في خور فورث في المملكة المتحدة.